# Gino Pancino
Gino Pancino (né le 11 avril 1943 à San Giorgio della Richinvelda) est un coureur cycliste italien. Il a notamment été champion du monde de poursuite par équipes amateurs en 1966, et vice-champion du monde l'année suivante. Aux Jeux olympiques de 1968 à Mexico, il fait partie de l'équipe d'Italie, qui obtient la médaille de bronze dans cette discipline.

## Palmarès sur piste

### Jeux olympiques
- Mexico 1968
  -  Médaillé de bronze de la poursuite par équipes

### Championnats du monde
- Francfort 1966
  -  Champion du monde de poursuite par équipes (avec Luigi Roncaglia, Cipriano Chemello et Antonio Castello)
- Amsterdam 1967
  -  Médaillé d'argent de la poursuite par équipes

### Championnats nationaux
- 1967
  - 2e du championnat d'Italie de poursuite amateurs
- 1969
  -  Champion d'Italie de poursuite par équipes amateurs (avec Giorgio Morbiato, Nereo Bazzan et Mario Savi Scarponi)

## Palmarès sur route
- 1968
  - Vicence-Bionde